# Erethistidae
Erethistidae (Zuigmeervallen) zijn een familie van straalvinnige vissen uit de orde van de meervalachtigen (Siluriformes).

## Geslachten
- Ayarnangra T. R. Roberts, 2001
- Conta Hora, 1950
- Caelatoglanis H. H. Ng & Kottelat, 2005
- Erethistes J. P. Müller & Troschel, 1849
- Erethistoides Hora, 1950
- Pseudolaguvia Misra, 1976
- Hara Blyth, 1860